# ويليام هانلي
ويليام هانلي (بالإنجليزية: William Hanley)‏ هو كاتب سيناريو أمريكي، ولد في 22 أكتوبر 1931 في لورين في الولايات المتحدة، وتوفي في 25 مايو 2012 في ريجفيلد ‏ في الولايات المتحدة.

## وصلات خارجية
- ويليام هانلي على موقع IMDb (الإنجليزية)
- ويليام هانلي على موقع ألو سيني (الفرنسية)
- ويليام هانلي على موقع أول موفي (الإنجليزية)
- ويليام هانلي على موقع قاعدة بيانات برودواي على الإنترنت (الإنجليزية)
- ويليام هانلي على موقع قاعدة بيانات الأفلام السويدية (السويدية)
- ويليام هانلي على موقع إن إن دي بي (الإنجليزية)
- ويليام هانلي على موقع قاعدة بيانات الفيلم (الإنجليزية)
- ويليام هانلي على موقع كينوبويسك (الروسية)